# Mistrzostwa Oceanii w Judo 2000
17. Mistrzostwa Oceanii w judo odbywały się w dniach 11-13 marca 2000 roku w Sydney. W tabeli medalowej tryumfowali judocy z Australii.

## Klasyfikacja medalowa
| Miejsce | Państwo        |    |    |    | Razem |
| ------- | -------------- | -- | -- | -- | ----- |
| 1       | Australia      | 8  | 13 | 13 | 34    |
| 2       | Nowa Zelandia  | 3  | 1  | 5  | 9     |
| 3       | Fidżi          | 2  | 0  | 1  | 3     |
| 2       | Nowa Kaledonia | 0  | 1  | 1  | 2     |
| Razem   | Razem          | 13 | 15 | 20 | 48    |

## Medaliści

### Mężczyźni
| Konkurencja:   | Złoto:             | Srebro:          | Brąz:                                 |
| −60 kg         | Adrian Robertson   | Cyril Chevalier  | Alex da Silva Brendon Crooks          |
| −66 kg         | Andrew Collett     | Darren Fagan     | Abedias Trindade de Abreu Heath Young |
| −73 kg         | Tom Hill           | Danny Fagan      | Miklos Szabó Lyndsay Reid             |
| −81 kg         | Tim Slyfield       | Daniel Kelly     | Morgan Endicott-Davies Steven Hill    |
| −90 kg         | Matthew Hill       | Robert Ivers     | Gavin Kelly Nemani Takayawa           |
| −100 kg        | Daniel Gowing      | Daniel Rusitovic | Martin Kelly David Bond               |
| powyżej 100 kg | Nacanieli Qerewaqa | Calvyn Snelgar   | David Karney Robert Ball              |

### Kobiety
| Konkurencja:  | Złoto:           | Srebro:                   | Brąz:                         |
| −48 kg        | Jenny Hill       | Tammy Acciari             | Sharon Milligan               |
| −52 kg        | Angela Raguz     | Rebecca Sullivan          | Michelle Olsen                |
| −57 kg        | Mária Pekli      | Jadranka Raguz            | Angela Deacon Yvonne Mitchell |
| −63 kg        | ----             | Carly Dixon Lara Sullivan | Kylie Koenig                  |
| −70 kg        | Catherine Arlove | Natalie Galea             | Elinore Stallworthy           |
| −78 kg        | Laisa Laveti     | Natalie Jenkinson         | ----                          |
| powyżej 78 kg | Fiona Iredale    | Caroline Curren           | ----                          |